# اليادودة (عمان)
اليادودة هي إحدى مناطق العاصمة الأردنيّة عمَّان، تتبع إداريًا للواء القويسمة، وتقع تحديدًا في الجنوب الشرقي من مدينة عمان.
تبلغ مساحتها حوالي 35 كيلومترًا مربعًا، ويبلغ عدد سكانها حوالي 75 ألف نسمة.

## المعالم السياحية
- حديقة اليادودة للحيوان
- وادي الطي
- كهف العاصي: هي كهوف رومانية في منطقة اليادودة، سميت بهذا الاسم نسبة إلى مكتشفها عاصي أبو جابر عام 1986، مساحتها واسعة 2000 كم مربع، عبارة عن قرية كاملة اكتشفت تحت الأرض سكنها حوالي 400 شخص.[4]

## معرض الصور

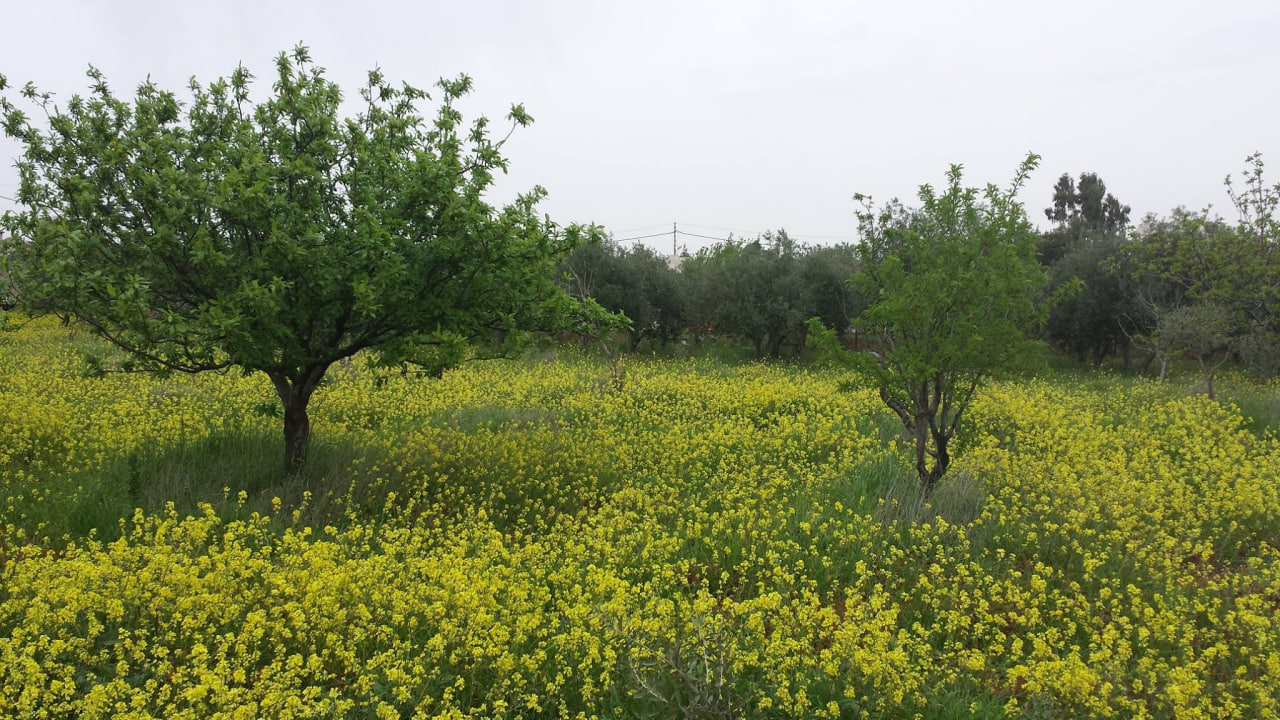
أرض زراعية في المنطقة.
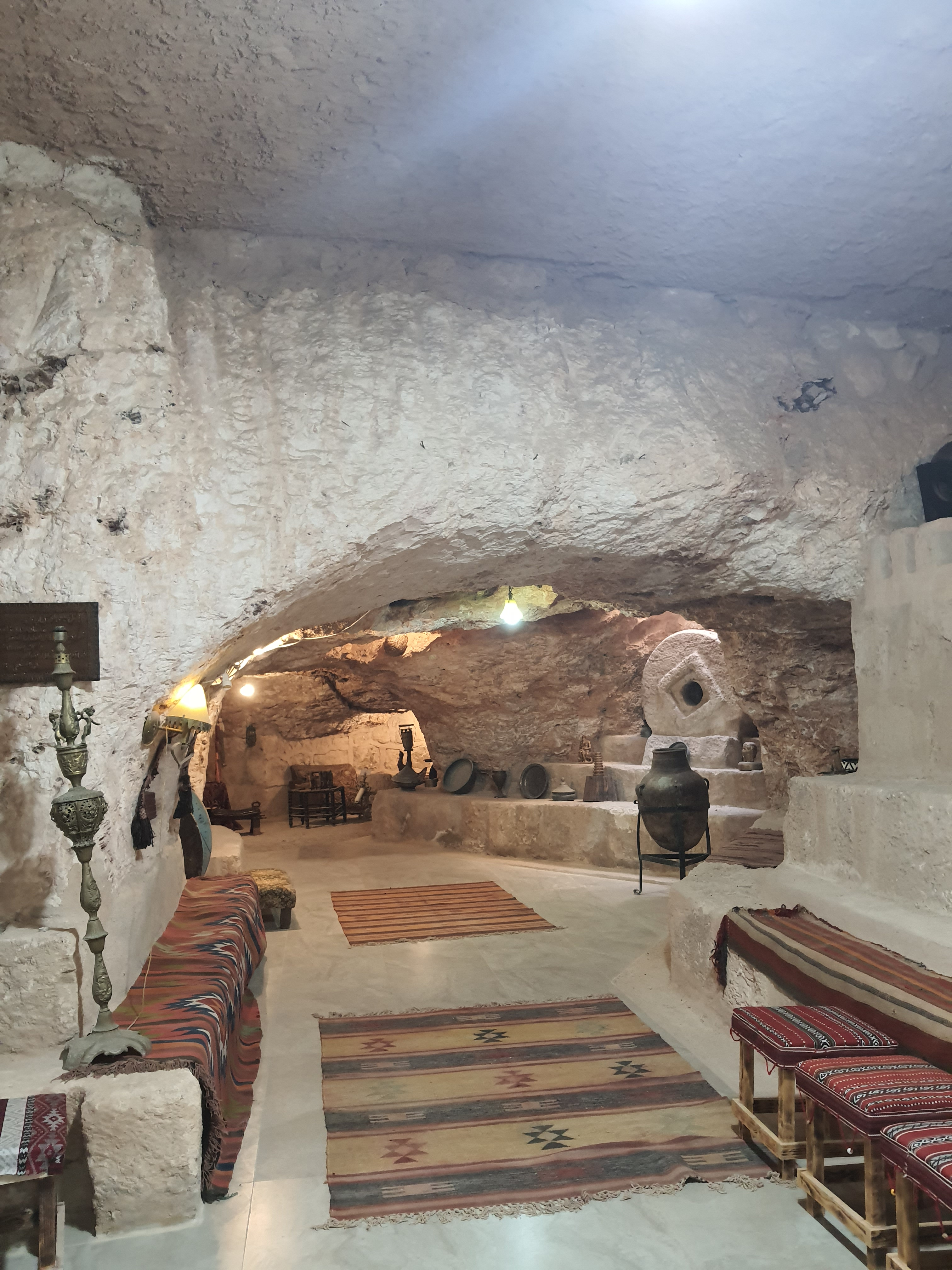
كهف العاصي.
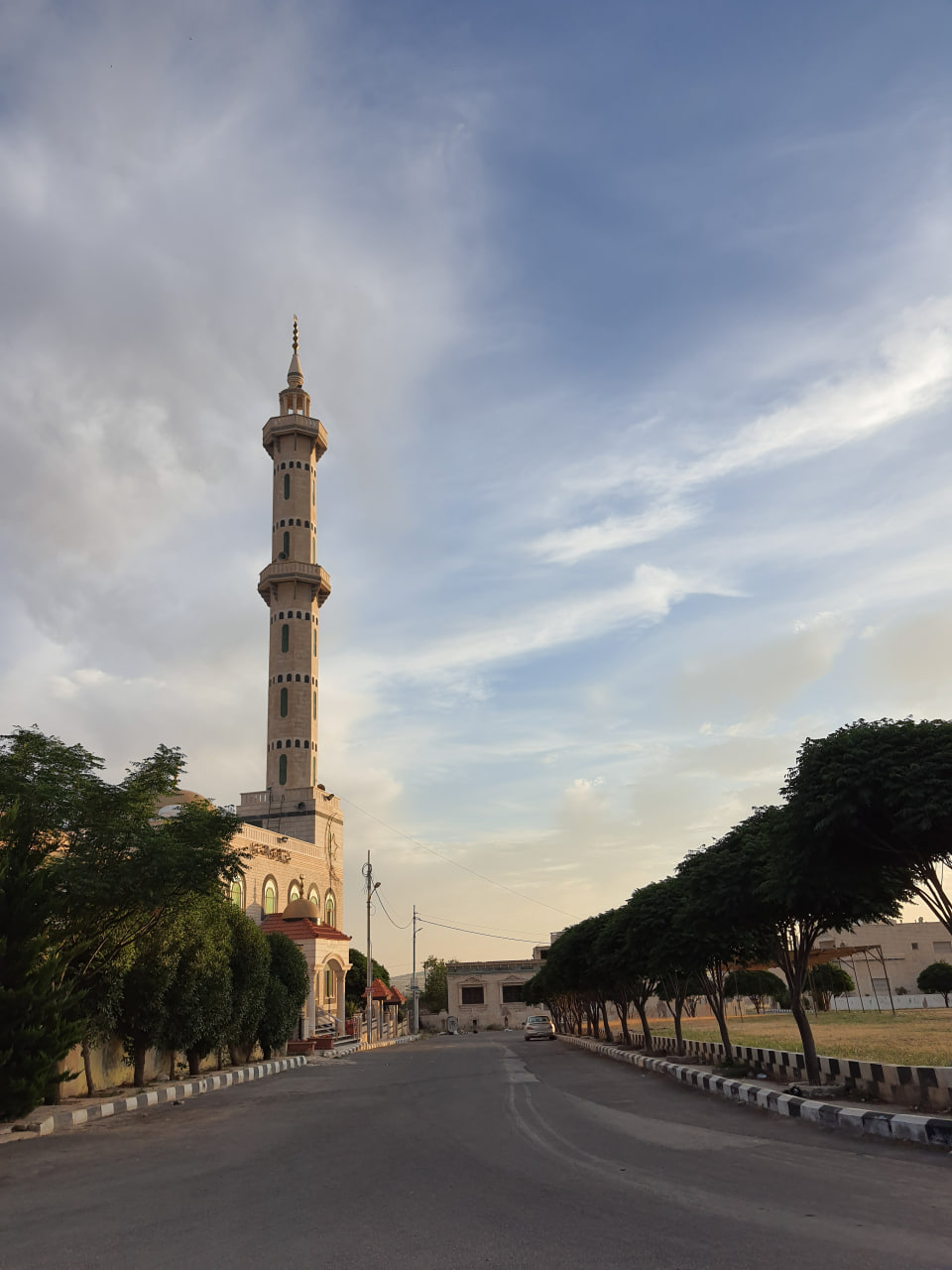
أحد المساجد في المنطقة.